# Inara George
Pour les articles homonymes, voir George.
 (mars 2024).
Si vous disposez d'ouvrages ou d'articles de référence ou si vous connaissez des sites web de qualité traitant du thème abordé ici, merci de compléter l'article en donnant les références utiles à sa vérifiabilité et en les liant à la section « Notes et références ».
Inara George (1974- ) est une auteure-compositrice-interprète américaine de pop et folk.

## Biographie
Fille de Lowell George, le fondateur du groupe de rock Little Feat, elle baigne très tôt dans la musique. En 2006, elle fonde le groupe George is Jonesen collaboration avec Rod Jones (en) du groupe Idlewild,  mais n'enregistre pas d'albums. Néanmoins, ils créent un site MySpace. Par la suite, elle forme, avec Bryony Atkinson, le groupe Merrick. Elle devient également membre du trio The Living Sisters (en) avec Eleni Mandell et Becky Stark (en).
Elle enregistre son premier album de folk-pop All Rise sous le label Everloving. L'album est produit par Michael Andrews. C'est pendant l'enregistrement de cet album que la chanteuse rencontre Greg Kurstin avec qui elle fonde le groupe de pop The Bird and the Bee. Sa coopération avec plusieurs compositeurs (dont Kylie Minogue et Lily Allen) marque un tournant dans sa carrière musicale. Elle sort l'album éponyme du groupe en 2007 et entame une tournée de concerts.
Elle continue sa carrière solo et sort, en 2008, l'album An Invitation réalisé en collaboration avec Van Dyke Parks. Cet album fut beaucoup influencé par la musique de chambre.
Le 27 janvier 2009, The Bird and the Bee sort un nouvel album intitulé Ray Guns Are Not Just The Future

## Discographie

### Solo
- 2006: All Rise
- 2008: An Invitation (avec Van Dyke Parks)

### The Bird and the Bee
- 2006: Again and Again and Again and Again
- 2007: The Bird and the Bee
- 2007: Please Clap Your Hands
- 2008: One Too Many Hearts
- 2008:  Live from Las Vegas at the Palms
- 2009: Ray Guns Are Not Just the Future
- 2015:  Recreational Love

### George is Jones
- 2006: George is Jones (non-édité)

### Comme membre
- 2005: Warnings/Promises – Idlewild
- 2006: Immune to Gravity – MOTH
- 2007: Make Another World – Idlewild
- 2008: Join the Band – Little Feat